# Synchaeta pachypoida
Synchaeta pachypoida är en hjuldjursart som beskrevs av Ludmila A. Kutikova och Vasilieva 1982. Synchaeta pachypoida ingår i släktet Synchaeta och familjen Synchaetidae. Inga underarter finns listade i Catalogue of Life.